# Qualcuno normale
Qualcuno normale è un singolo del rapper italiano Fabri Fibra in collaborazione con Marracash, il terzo estratto dall'album Controcultura e pubblicato il 26 gennaio 2011.

## La canzone
Il tema della canzone è il degrado nella società attuale. Il brano tratta moltissimi argomenti tra i quali anche quello dei preti pedofili nella frase: quattro preti alle giostre. Viene anche trattato il tema dei tronisti in cui Fibra esprime implicitamente il suo pensiero definendoli ridicoli. Marracash parla anche della banalità della gente che scende in piazza solo per festeggiare la vittoria della Champions League.
Nella versione video del singolo è censurata in due parti: vengono infatti resi incomprensibili il nome di Fabio Fazio nella frase: Fabio Fazio fa***lo per l'offesa nei confronti del conduttore, e quello della radio italiana RTL 102.5 nella frase di Marracash: Fa***lo RTL e tutte quelle radio anch'essa per un'offesa alla radio.

## Video musicale
Il video musicale del brano è stato diretto da Cosimo Alemà, ed è stato presentato lo stesso giorno di pubblicazione del singolo sul canale YouTube di Fabri Fibra.